# Cheech & Chong

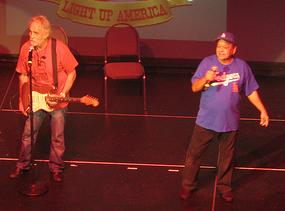
Cheech & Chong durante una performance del 2008 ad Atlanta

Cheech & Chong è un duo comico composto da Richard "Cheech" Marin e Tommy Chong, che ebbe un periodo di notorietà a cavallo tra gli anni settanta e gli anni ottanta per le loro stand-up comedy, una sorta di performance dal vivo in cui si interagisce con il pubblico, ambientata nell'epoca degli hippy e dell'amore libero, e della "cultura della droga", con frequenti rimandi alle loro preferenze per la marijuana.